# FIFA-Klub-Weltmeisterschaft 2021
Die FIFA-Klub-Weltmeisterschaft 2021 (englisch FIFA Club World Cup 2021) war die 18. Austragung dieses weltweiten Fußballwettbewerbs für Vereinsmannschaften. Zunächst für den Sommer 2021 in China mit erweitertem Teilnehmerfeld und danach für Dezember 2021 in Japan geplant, fand die Klub-WM nun vom 3. bis zum 12. Februar 2022 mit bekanntem Modus in den Vereinigten Arabischen Emiraten statt.
Sieger wurde zum ersten Mal der FC Chelsea, der im Finale den brasilianischen Verein Palmeiras São Paulo mit 2:1 besiegte. Im Spiel um Platz 3 setzte sich der ägyptische Vertreter al Ahly SC mit 4:0 gegen al-Hilal aus Saudi-Arabien durch.

## Austragungsort und Modus
Der Wettbewerb sollte ursprünglich erstmals mit 24 Mannschaften in China ausgetragen werden. Aufgrund der durch die COVID-19-Pandemie bedingten Verschiebung der EM 2020 und der Copa América um ein Jahr in den Sommer 2021, beschloss die FIFA am 4. Dezember 2020, die eigentlich für Juni und Juli 2021 geplante Klub-WM auf den bekannten Dezember-Termin vorheriger Turniere zu verlegen und den bisherigen Modus mit sieben teilnehmenden Mannschaften beizubehalten.
Als neuer Ausrichter wurde Japan bestimmt, das damit zum neunten Mal Gastgeber des Turniers geworden wäre. Am 8. September 2021 gab jedoch der japanische Fußballverband bekannt, dass er auf die Austragung des Turniers verzichten will, da dem Verband das Risiko hinsichtlich der Virus-Verbreitung aufgrund der COVID-19-Pandemie in Japan zu hoch sei. Am 20. Oktober 2021 hat der FIFA-Rat die Vereinigten Arabischen Emirate als Gastgeber des Turniers bekannt gegeben und die Veranstaltung von Ende 2021 auf Anfang 2022 verschoben.
Gegenüber dem seit 2007 geltenden Austragungsmodus gibt es keine Änderungen. Das Turnier wird mit sieben Teilnehmern ausgetragen. Neben den sechs Siegern der kontinentalen Meisterwettbewerbe auf Klubebene aus Asien (AFC), Afrika (CAF), der Karibik, Nord- und Zentralamerika (CONCACAF), Südamerika (CONMEBOL), Europa (UEFA) und Ozeanien (OFC) tritt auch der Meister aus der Liga des Gastgeberlands an, der zunächst ein Ausscheidungsspiel gegen den Sieger der OFC Champions League bestreiten muss. Der Sieger des Ausscheidungsspiels spielt mit den Vertretern Afrikas, Asiens und der CONCACAF zwei Teilnehmer am Halbfinale aus. Für dieses sind die Teilnehmer aus Europa und Südamerika bereits gesetzt und bestreiten jeweils nur zwei Spiele. Gespielt wird im K.-o.-System.

## Spielstätten
| \| Abu Dhabi \|                                       |
| Spielorte 2021 in den Vereinigten Arabischen Emiraten |
| Abu Dhabi                                             |

| Abu Dhabi |

## Teilnehmer
Teilnehmer sind die Sieger der folgenden Wettbewerbe:
| al-Hilal |

| al Ahly SC |

| CF Monterrey |

| Palmeiras São Paulo |

| AS Pirae |

| FC Chelsea |

| al-Jazira Club |

| al-Hilal |

| al Ahly SC |

| CF Monterrey |

| Palmeiras São Paulo |

| AS Pirae |

| FC Chelsea |

| al-Jazira Club |

## Das Turnier im Überblick
| Spiel              | Datum       | Ortszeit (MEZ)        | Stadion                              | Mannschaft 1        | Ergebnis  | Mannschaft 2   |
| ------------------ | ----------- | --------------------- | ------------------------------------ | ------------------- | --------- | -------------- |
| Ausscheidungsspiel | 3. Februar  | 20:30 Uhr (17:30 Uhr) | al-Jazira-Mohammed-Bin-Zayed-Stadion | al-Jazira Club      | 4:1 (3:0) | AS Pirae       |
| Viertelfinale 1    | 5. Februar  | 20:30 Uhr (17:30 Uhr) | al-Nahyan-Stadion                    | al Ahly SC          | 1:0 (0:0) | CF Monterrey   |
| Viertelfinale 2    | 6. Februar  | 20:30 Uhr (17:30 Uhr) | al-Jazira-Mohammed-Bin-Zayed-Stadion | al-Hilal            | 6:1 (2:1) | al-Jazira Club |
| Halbfinale 1       | 8. Februar  | 20:30 Uhr (17:30 Uhr) | al Nahyan Stadion                    | Palmeiras São Paulo | 2:0 (1:0) | al Ahly SC     |
| Spiel um Platz 5   | 9. Februar  | 17:30 Uhr (14:30 Uhr) | al Nahyan Stadion                    | CF Monterrey        | 3:1 (3:0) | al-Jazira Club |
| Halbfinale 2       | 9. Februar  | 20:30 Uhr (17:30 Uhr) | al-Jazira-Mohammed-Bin-Zayed-Stadion | al-Hilal            | 0:1 (0:1) | FC Chelsea     |
| Spiel um Platz 3   | 12. Februar | 17:00 Uhr (14:00 Uhr) | al Nahyan Stadion                    | al-Hilal            | 0:4 (0:3) | al Ahly SC     |

### Finale
| FC Chelsea                                                                                        | FC Chelsea | Palmeiras São Paulo | Palmeiras São Paulo | Aufstellung                                      |
| ------------------------------------------------------------------------------------------------- | --- | --- | ------------------- | ------------------------------------------------ |
| FC Chelsea                                                                                        | \| 12. Februar 2022 um 20:30 Uhr (17:30 Uhr MEZ) in Abu Dhabi (al-Jazira-Mohammed-Bin-Zayed-Stadion) \| \| Ergebnis: 2:1 n. V. (1:1, 0:0) \| \| Zuschauer: 32.871 \| \| Schiedsrichter: Chris Beath ( Australien) \| \| Spielbericht \|                                                                                      | \| 12. Februar 2022 um 20:30 Uhr (17:30 Uhr MEZ) in Abu Dhabi (al-Jazira-Mohammed-Bin-Zayed-Stadion) \| \| Ergebnis: 2:1 n. V. (1:1, 0:0) \| \| Zuschauer: 32.871 \| \| Schiedsrichter: Chris Beath ( Australien) \| \| Spielbericht \|                               | Palmeiras São Paulo | Aufstellung FC Chelsea gegen Palmeiras São Paulo |
| FC Chelsea                                                                                        | Édouard Mendy – Antonio Rüdiger, Thiago Silva, Andreas Christensen (91. Malang Sarr) – Callum Hudson-Odoi (76. Saúl Ñíguez), Mateo Kovačić (91. Hakim Ziyech), N’Golo Kanté, César Azpilicueta – Kai Havertz, Romelu Lukaku (76. Timo Werner), Mason Mount (32. Christian Pulisic) Cheftrainer: Thomas Tuchel ( Deutschland) | Wéverton – Joaquín Piquerez, Luan Garcia, Gustavo Gómez , Marcos Rocha (118. Deyverson) – Zé Rafael (60. Jailson), Danilo – Gustavo Scarpa, Raphael Veiga (76. Eduard Atuesta), Dudu (103. Rafael Navarro) – Rony (76. Wesley) Cheftrainer: Abel Ferreira ( Portugal) | Palmeiras São Paulo | Aufstellung FC Chelsea gegen Palmeiras São Paulo |
| FC Chelsea                                                                                        | 1:0 Romelu Lukaku (54.) 2:1 Kai Havertz (117., Elfmeter) | 1:1 Raphael Veiga (64., Elfmeter) | Palmeiras São Paulo | Aufstellung FC Chelsea gegen Palmeiras São Paulo |
| FC Chelsea                                                                                        | Kai Havertz (118.) | Wesley (105.), Luan Garcia (115.), Eduard Atuesta (116.), Abel Ferreira (120.+1') | Palmeiras São Paulo | Aufstellung FC Chelsea gegen Palmeiras São Paulo |
| FC Chelsea                                                                                        | Luan Garcia (120.+6') | | Palmeiras São Paulo | Aufstellung FC Chelsea gegen Palmeiras São Paulo |
| FC Chelsea                                                                                        | Spieler des Spiels: Antonio Rüdiger (FC Chelsea) | | Palmeiras São Paulo | Aufstellung FC Chelsea gegen Palmeiras São Paulo |
| 12. Februar 2022 um 20:30 Uhr (17:30 Uhr MEZ) in Abu Dhabi (al-Jazira-Mohammed-Bin-Zayed-Stadion) | | |                     |                                                  |
| Ergebnis: 2:1 n. V. (1:1, 0:0)                                                                    | | |                     |                                                  |
| Zuschauer: 32.871                                                                                 | | |                     |                                                  |
| Schiedsrichter: Chris Beath ( Australien)                                                         | | |                     |                                                  |
| Spielbericht                                                                                      | | |                     |                                                  |

### Kader des FC Chelsea
Folgende Spieler standen im 23-Mann-Kader des FC Chelsea:
| 1.         | FC Chelsea |
| FC Chelsea | - Tor: Marcus Bettinelli (0 Spiele / 0 Tore), Kepa (1/0), Édouard Mendy (1/0) - Abwehr: Marcos Alonso (1/0), César Azpilicueta (2/0), Trevoh Chalobah (-), Andreas Christensen (2/0), Kenedy (-), Antonio Rüdiger (2/0), Malang Sarr (2/0), Thiago Silva (2/0) - Mittelfeld: Ross Barkley (-), Jorginho (1/0), N’Golo Kanté (2/0), Mateo Kovačić (2/0), Mason Mount (2/0), Saúl (1/0) - Sturm: Kai Havertz (2/1), Callum Hudson-Odoi (1/0), Romelu Lukaku (2/2), Christian Pulisic (1/0), Timo Werner (1/0), Hakim Ziyech (2/0) - Cheftrainer: Thomas Tuchel |

## Schiedsrichter
Für die Leitung der Spiele bei der Klub-Weltmeisterschaft berief die FIFA insgesamt sechs Schiedsrichter sowie zehn Schiedsrichterassistenten. Für den Einsatz des Videobeweises wurde darüber hinaus insgesamt sieben Videoschiedsrichter nominiert.
| Verband                      | Schiedsrichter     | Assistenten                       | Videoschiedsrichter                              |
| ---------------------------- | ------------------ | --------------------------------- | ------------------------------------------------ |
| AFC                          | Chris Beath        | Anton Shchetinin Ashley Beecham   | Ammar al-Jeneibi                                 |
| CAF                          | Mustapha Ghorbal   | Mokrane Gourari Abdelhak Etchiali |                                                  |
| CONCACAF                     | César Ramos        | Alberto Morín Miguel Hernández    | Drew Fischer                                     |
| CONMEBOL                     | Fernando Rapallini | Juan Pablo Belatti Diego Bonfá    | Mauro Vigliano Nicolás Gallo                     |
| UEFA                         | Clément Turpin     | Nicolas Danos Cyril Gringore      | Willy Delajod Massimiliano Irrati Pol van Boekel |
| Unterstützungsschiedsrichter |                    |                                   |                                                  |
| OFC                          | David Yareboinen   | David Yareboinen                  | David Yareboinen                                 |

## Statistik
| Rang | Klub                |
| ---- | ------------------- |
| 1    | FC Chelsea          |
| 2    | Palmeiras São Paulo |
| 3    | al Ahly SC          |
| 4    | al-Hilal            |
| 5    | CF Monterrey        |
| 6    | al-Jazira Club      |
| 7    | AS Pirae            |

| Rang | Spieler             | Klub                | Tore |
| ---- | ------------------- | ------------------- | ---- |
| 1    | Abdoulay Diaby      | al-Jazira Club      | 2    |
|      | Yasser Ibrahim      | al Ahly SC          | 2    |
|      | Romelu Lukaku       | FC Chelsea          | 2    |
|      | Raphael Veiga       | Palmeiras São Paulo | 2    |
| 5    | Ahmed Abdel Kader   | al Ahly SC          | 1    |
|      | Zayed al-Ameri      | al-Jazira Club      | 1    |
|      | Ahmed al-Attas      | al-Jazira Club      | 1    |
|      | Bruno               | al-Jazira Club      | 1    |
|      | André Carrillo      | al-Hilal            | 1    |
|      | Salem al-Dawsari    | al-Hilal            | 1    |
|      | Dudu                | Palmeiras São Paulo | 1    |
|      | Amr El Solia        | al Ahly SC          | 1    |
|      | Mohamed Hany        | al Ahly SC          | 1    |
|      | Kai Havertz         | FC Chelsea          | 1    |
|      | Odion Ighalo        | al-Hilal            | 1    |
|      | Mohamed Kanno       | al-Hilal            | 1    |
|      | Miloš Kosanović     | al-Jazira Club      | 1    |
|      | Moussa Marega       | al-Hilal            | 1    |
|      | César Montes Castro | CF Monterrey        | 1    |
|      | Rogelio Funes Mori  | CF Monterrey        | 1    |
|      | Matheus Pereira     | al-Hilal            | 1    |
| ET   | Mohammed Rabii      | al-Jazira Club      | 1    |
|      | Zayed Sultan        | al-Jazira Club      | 1    |